# Winnie the Pooh: Tigger's Honey Hunt
Winnie the Pooh: Tigger's Honey Hunt, singleplayerspel till Nintendo 64, släpptes 2000.

## Handling
Nalle Puh ska ha en fest, men han saknar en massa honung. Vem kan hjälpa honom, om inte Tiger? Tiger ger sig iväg för att samla honungsburkar, och får på vägen hjälp av alla sina vänner. Han möter bin, Tesslor och Heffaklumpar, men får också leka med sina vänner för att lära sig nya saker.

## Speluppbyggnad
Spelaren spelar som Tiger genom hela spelet.
Trots att grafiken är i 3D, kan Tiger endast röra sig i sidled, inte framåt eller bakåt. Kameran går därför inte att röra.
Spelet går ut på att samla honung. Vid slutet av varje bana möter Tiger Uggla, som räknar hur många honungsburkar han samlat ihop. Uggla kräver olika antal burkar på varje bana för att Tiger ska få skutta vidare till nästa bana. 
Mellan banorna kan Tiger få leka lekar, det finns totalt tre stycken, som han måste vinna för att komma vidare. Dessa minispel går att spela vid sidan av storyn om man vill, då kan man spela upp till fyra personer. De tre spelen är:
1. Rabbit says
2. Pooh sticks
3. Paper, Scissors, Stone

Om han vinner Rabbit says får Tiger lära sig att han kan flaxa med armarna för att kunna hoppa lite längre. Vinner han Pooh sticks får han lära sig att han kan använda sin svans för att hoppa jättehögt. Det sista man gör är att spela Paper, Scissors, Stone med Uggla. Vinner Tiger denna lek är spelet avklarat.
I varje bana finns mer saker att göra än att hitta rätt antal honungsburkar.
Spelaren kan gå tillbaka till de första banorna när den lärt sig ett nytt hopp för att nå nya platser. Där kan det finnas fler honungsburkar, eller saker som foton. En extra utmaning kan vara att samla alla 100 honungsburkar som finns på varje bana. En annan är att hitta alla foton som finns. När Tiger hittar ett foto läggs det i fotoalbumet som kan nås från huvudmenyn. Ibland kan han även hitta andra saker som hans vänner har frågat efter, till exempel Iors svans eller Nalle Puhs halsduk.
Det går även att försöka klara banan på tid. De honungsburkar man samlar då räknas inte, utan allt som räknas är tiden man får när man når Uggla i slutet av banan. Uggla har, precis som med honungsburkarna, satt upp en gräns. Hinner Tiger före den tidsgränsen kan han få nya extrasaker.
I spelet finns det totalt fyra spelfiler som man kan spara i.

## Övrigt
Grafiken är i förvånansvärt hög klass för att vara ett Nintendo 64-spel.